# Stenolpium
Stenolpium es un género de arácnido del orden Pseudoscorpionida de la familia Olpiidae.

## Lista de especies
Las especies de este género son:
- Stenolpium asperum Beier, 1954
  - Stenolpium asperum asperum
  - Stenolpium asperum nitrophilum
- Stenolpium fasciculatum Mahnert, 1984
- Stenolpium insulanum Beier, 1978
- Stenolpium mediocre Beier, 1959
- Stenolpium peruanum Beier, 1955
- Stenolpium robustum Beier, 1959
- Stenolpium rossi Beier, 1959